# Jiroveciana limnodrili
Jiroveciana limnodrili är en svampart som först beskrevs av Jírovec, och fick sitt nu gällande namn av J.I.R. Larsson 1981. Jiroveciana limnodrili ingår i släktet Jiroveciana och familjen Buxtehudiidae.   Inga underarter finns listade i Catalogue of Life.